# Juan VI de Vendôme
Juan VI de Vendôme (circa 1321/1324-febrero en 1364),fue conde de Vendôme y Castres (1354-1364) de la casa de Montoire. 

## Vida
Era hijo de Burcardo VI y Alix de Bretaña. Vivió especialmente en Castres, que se convierte en condado en 1356 y lucha en Poitiers (1356) donde es hecho prisionero. En 1362, una tropa de gascones e ingleses se apoderó de la ciudad, del castillo de Vendôme e se hizo prisionera a la condesa Jeanne de Ponthieu y saqueó la región. Varios intentos de entregar la ciudad por las armas fracasaron, y Juan VI tuvo que resolver pagar un rescate para reclamar la ciudad.

### Matrimonio e hijos
Se casó alrededor de 1342 con Jeanne de Ponthieu y tuvieron a:
- Burcardo VII.[1]
- Catalina de Vendôme.[1]

Chesnaye Desbois le atribuye otra hija, Jeanne de Vendôme, casada con Robert Le Vicomte y luego en 1345 con Gilles Cholet, señor de Dangeau. La información se incluye en varios sitios web genealógicos. Un examen cronológico muestra la imposibilidad de esta paternidad y el estudio de varias colecciones nobles muestra que esta Jeanne de Vendôme es hija de Jean de Vendôme, señor de Feuillet, tío de Juan VI.